# Alexei Tropnikow
Alexei Tropnikow (russisch Алексей Тропников; * 15. Oktober 1978) ist ein ehemaliger russischer Skilangläufer.
Alexei Tropnikow debütierte international beim FIS-Rennen in Krasnojarsk am 30. Dezember 2001. Die ersten Punkte in einem internationalen Rennen holte er 2002 als 30. in Murmansk beim 50-km-Lauf in freier Technik. Bis 2008 bestritt er zahlreiche Rennen, ohne sich jedoch im Vorderfeld zu platzieren. Im April 2008 schaffte er zum ersten Mal den Sprung in die Top Ten, als beim FIS-Rennen in Apatity über 10 km als Vierter einkam. Sein erstes und einziges FIS-Rennen gewann er im November 2009, als er in Syktywkar ein 15 km-Rennen im freien Stil siegte, bei diesem Rennen waren nur russische Teilnehmer am Start. In Rybinsk beim Eastern-Europe-Cup war er als Neunter zum ersten und einzigen Mal bei einem Bewerb in klassischer Technik über 30 km in der Spitze zu finden.